# Teruo Kono
Teruo Kono (japanisch 河野輝夫 Kōno Teruo; * 19. Februar 1935 in Yokohama, Japan; † 22. April 2000 in Norderstedt) war ein japanischer Wadō-Ryū-Karate-Meister.

## Kurzbiographie
Im Alter von sechs Jahren begann er Karate zu erlernen. Teruo Konos Vater war Bauunternehmer und im Zweiten Weltkrieg Offizier in der kaiserlichen Garde. Seine Familie hatte eine lange Budo-Tradition.
Teruo Kono arbeitete in Japan als Architekt, Ingenieur, Geschäftsführer und Handelsberater. In Deutschland war er Geschäftsführender Gesellschafter und Geschäftsführer in Im- und Exportfirmen und einer Consultant Beratungsgesellschaft in Hamburg. Seit 1993 fungierte er als Sonderbeauftragter der japanischen Regierung für die Expo 2005 in Nagoya.
Während seines Studiums an der Nihon-Universität in Tokio trainierte er intensiv Wadō-Ryū-Karate bei Hironori Ōtsuka.
Mitte der 1960er Jahre kam er nach Europa, wo er mit Tatsuo Suzuki das Wadō-Ryū verbreitete. Später war er Nationaltrainer von England, Holland und Jugoslawien. Mitte der 1970er Jahre gründete er seinen eigenen Verband WadoKai Deutschland, mit dem er sich später dem DKV (Deutscher Karate Verband) anschloss. Teruo Kono war technischer Berater des Bundestrainers im DKV und Trainer der Wado Gruppe im DKV. Außerdem gab er regelmäßig Karatelehrgänge in Deutschland und Europa und nahm Prüfungen für höhere Gürtel ab. Teruo Kono schrieb mehrere Bücher über Karate. 1995 wurde ihm durch JKF Wadokai Japan der Titel Hanshi (Großmeister) verliehen.
Teruo Kono war 8. Dan Wado Ryu Hanshi und 8. Dan Shindo Yoshinryu Jiu Jitsu Kempo, bis er am 22. April 2000 nach schwerer Krankheit starb.

## Erfolge
Auszug sportlicher Erfolge
- 1956/57, Alljapanische Karatemeisterschaft, 1. Platz
- 1957, Alljapanische Universitätsmeisterschaft, 3. Platz

Auszug über Positionen als Trainer
- 1963–1964 Trainer von Mitteljapan (Tōkai)
- 1965 Nationaltrainer von England
- 1966–1970 Nationaltrainer in den Niederlanden
- 1970–1971 Nationaltrainer in Jugoslawien
- 1973–2000 Nationaltrainer von WadoKai Deutschland und nach dem Zusammenschluss der Karateverbände Chef-Wado-Trainer im Deutschen Karate Verband